# Josuha Guilavogui
Josuha Guilavogui (nascut el 19 de setembre de 1990) és un futbolista professional francès.
Es formà al club AS Saint-Étienne, fitxant el 2013 per l'Atlètic de Madrid, que el cedí al VfL Wolfsburg.